# Pool 9 bóng
Pool 9 bóng (tiếng Anh: Nine-ball) hay Pool 9 bi (đôi khi là chín bóng) là một thể loại của môn thể thao Bi-a. Nó được chơi trên một bàn bi-a hình chữ nhật có lỗ ở bốn góc và ở giữa mỗi cạnh dài. Sử dụng gậy cơ, người chơi phải đánh bi cái màu trắng để đưa chín bi màu vào lỗ, theo thứ tự số tăng dần. Người chơi đánh được bi số 9 vào lỗ sẽ thắng ván đấu. Các trận đấu thường được diễn ra theo hình thức đua đến một điểm số nhất định, với người chơi nào chạm đến điểm số đã định trước thì sẽ thắng trận đấu.
Bộ môn được quản lý bởi Hiệp hội bi-a thế giới (WPA), với nhiều giải đấu khu vực. Các giải đấu chín bóng danh giá nhất là Giải vô địch chín bóng thế giới WPA và Giải vô địch chín bóng Mỹ mở rộng.
Chín bóng được chơi với nhiều luật khác nhau, với các loại hình như mười bóng, bảy bóng và ba bóng đều bắt nguồn từ đây. Mặc dù thường là một môn thể thao đơn, trò chơi có thể được chơi đôi, với những người chơi hoàn thành các lượt đánh luân phiên. Điển hình của các giải đấu có nội dung đánh đôi bao gồm World Cup of Pool, World Team Championship và Mosconi Cup.